# Michel Aoun
Michel Naim Aoun (ur. 18 lutego 1935 w Haret Hreik) – libański wojskowy i polityk, maronita. W latach 1988–1990 stał na czele jednego z dwóch gabinetów rywalizujących o sprawowanie władzy, pełniąc równolegle funkcje premiera i prezydenta Libanu. Założyciel Wolnego Ruchu Patriotycznego, w latach 2016–2022 prezydent Libanu.

## Edukacja i kariera wojskowa
Michel Aoun urodził się w maronickiej rodzinie w 1933 w Haret Hreik na południowych obrzeżach Bejrutu. W 1956 ukończył szkołę średnią College Des Frères i wstąpił jako kadet do Akademii Wojskowej. Po trzech latach ukończył ją jako oficer artylerii i wstąpił do armii libańskiej. W latach 1958–1959 kontynuował edukację i szkolenia w Chalons-sur-Marne we Francji, w 1966 w Fort Sill w USA oraz w latach 1978–1980 w École Supérieure de Guerre we Francji.
W 1980 powrócił do Libanu, gdzie objął dowództwo Brygady Obronnej stacjonującej wzdłuż zielonej linii rozgraniczającej wschodni i zachodni Bejrut. W czasie inwazji Izraela w 1982 wraz ze swoim oddziałem bronił prezydenckiego pałacu w Baabda. Była to jedyna akcja wojskowa w czasie tego konfliktu. W czasie libańskiej wojny domowej, we wrześniu 1983 dowodził wieloetnicznym batalionem zmechanizowanym, który walczył z druzami w bitwie pod Suk al-Gharb.
W czerwcu 1984 Aoun został mianowany dowódcą armii libańskiej, którym pozostał do 1990.

## Dojście do władzy i emigracja
22 września 1988 ustępujący prezydent Amin Dżemajel zdymisjonował cywilny gabinet premiera Selima al-Hossa i w jego miejsce powołał tymczasowy rząd wojskowy na czele z Aounem. Premier al-Hoss, wspierany przez Syrię uznał swoje odwołanie za nieważne. W ten sposób powstały dwa równolegle rządzące gabinety; jeden cywilny w zachodnim Bejrucie, złożony głównie z muzułmanów na czele z al-Hossem; oraz drugi, wojskowy we wschodnim Bejrucie, złożony z maronitów na czele z Aounem.
Aoun kontrolował 40% sił armii libańskiej, w tym prawie wszystkie czołgi i artylerię. W lutym 1989 siły Aouna zajęły port w Bejrucie.
Mając poparcie Francji i Iraku 14 marca 1989 ogłosił stan wojny z Syrią. W ciągu następnych kilku miesięcy dochodziło do ostrych walk w Bejrucie pomiędzy dwiema stronami. We wrześniu 1989 Aoun zgodził się na zawieszenie broni. W październiku 1989 muzułmańscy i chrześcijańscy parlamentarzyści podpisali Kartę Zgody Narodowej. Aoun nie zaakceptował jej, gdyż w swojej treści nie zawierała planu wycofania sił syryjskich z Libanu.
5 listopada 1989 parlament wybrał na prezydenta René Moawada, czego Aoun również nie zaakceptował. Jego prezydentura trwała jednak tylko 17 dni ponieważ został zabity. Na nowego prezydenta kraju parlament wybrał Eliasa Hrawi. Hrawi mianował dowódcą armii Émile'a Lahouda i wezwał Aouna do ustąpienia za stanowiska premiera i opuszczenia pałacu prezydenckiego. Po odmowie Aouna zdymisjonował jego rząd, czego ten nie zaakceptował.
Od stycznia 1990 do jesieni trwały zacięte walki między siłami Aouna i wojskami libańskimi wiernymi nowemu prezydentowi. 13 października 1990 w wyniku powietrznej i lądowej operacji wojsk libańskich i syryjskich Aoun został otoczony w pałacu prezydenckim i zmuszony do kapitulacji. Zbiegł do ambasady francuskiej i rozpoczął negocjacje na temat złożenia broni.
W sierpniu 1991 Aoun opuścił Liban i wyemigrował do Francji, gdzie uzyskał od prezydenta azyl polityczny. W styczniu 1999 premier Libanu Rafik Hariri zagwarantował nietykalność i wolność Aounowi po jego ewentualnym powrocie do kraju.

## Powrót do kraju i polityka
Michel Aoun powrócił do Libanu 7 maja 2005, zaraz po wycofaniu z kraju wojsk syryjskich. Pod koniec maja jego partia, Wolny Ruch Patriotyczny wzięła udział wyborach uzyskując 21 miejsc w parlamencie. Aoun został członkiem parlamentu.
W lutym 2006 partia Aouna i Hezbollah zawarli Memorandum Zrozumienia, porozumienie skierowane przeciw rządom premiera Fouada Siniory. Zarzucili rządzącej koalicji brak całościowej wizji dla kraju i prowadzenie polityki prowadzącej do kryzysu. W grudniu 2006 Wolny Ruch Patriotyczny razem z Hezbollahem uczestniczył w antyrządowej demonstracji, wzywając rząd Siniory do ustąpienia.
31 października 2016 roku został wybrany na prezydenta Libanu. Funkcję tę pełnił do 31 października 2022, kiedy zakończyła się jego kadencja, bez wybrania następcy.